# 马略改革

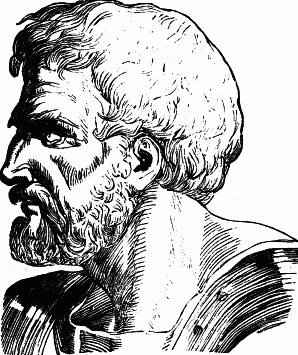
盖乌斯·马略，前107年、前104-100年及前86年罗马执政官

马略改革（英語：Marian reforms）是指盖乌斯·马略当选公元前107年的执政官后，对罗马进行了一系列军事改革。马略的军事改革对罗马历史的发展有着深远影响。改革扩大了兵源，增强了军队战斗力，但同时也使军队性质逐渐发生变化，为日后的军阀出现以及军事独裁的建立奠定了基础，在不到一百年的时间里，罗马共和国在屋大維贏得羅馬内战后迅速转变为罗马帝国。

## 背景
按照古罗马传统，一旦有战争爆发，执政官就需要担负起从合格的公民中临时征集起一支民兵军队的职责。而后，两名执政官中的一个，就需要率领这支主要由志愿者组成的军队开赴战场。
直到前2世纪的最后几年，除了少数特别情况外，罗马大体上仍然在实行这种传统的兵农合一的公民兵制度，所有的士兵都必须符合下列严格条件：
1. 必须达到户口调查[1]的第5级或以上。
2. 至少拥有3,000塞斯特尔提乌斯[2]的财产。
3. 能够自行购置所属兵种等级对应的武器装备。

但是由于连年战争，特别是第二次布匿战争期间汉尼拔在意大利的肆虐，导致占罗马兵源主体的自耕农们要么死于战火，要么因长期征战，无暇顾及自家田地，导致土地被兼并，再加上奴隶制的发展，小农们纷纷破产，变成无地者，公民兵制的基础遭到严重破坏。

### 格拉古兄弟改革
为了解决包括兵源匮乏在内的一系列问题以挽救共和制，提比略和盖乌斯·格拉古兄弟在前134年和前123年分别当选保民官，并各自领导了一场改革，前者的改革主要内容是将贵族们超过份额的多占土地分给穷苦平民，而后者的改革除了继续其兄的土地改革，还将扩大罗马公民权授予范围为主要内容。但是，这样的改革却引来了贵族们的强烈反对，并遭到后者的残酷镇压，兄弟两人先后在保民官任上（前133年和前121年）被杀。
格拉古兄弟改革失败后，以元老院为代表的贵族大地主势力得到加强。通过恢复自耕农来解决罗马军团衰落的方法已经行不通，罗马只能用新的兵制来替代旧的公民兵制。

### 朱古达战争
前118年，罗马在阿非利加行省的近邻、昔日和迦太基作战的盟友、努米底亚国王米西普萨去世，其子朱古达（曾在小西庇阿麾下服务并在西班牙立有战功）杀死了其同父异母兄弟希耶姆普萨尔，并将另一个同父异母兄弟阿德赫巴尔赶到了罗马。在罗马的斡旋下，双方瓜分了王国。显然，朱古达对只得到了王国的西部而感到不满，前112年，他出兵占领了整个努米底亚并杀死了当地所有来自意大利的商人和放高利贷者。前111年，在平民派的强力要求下，元老院向朱古达宣战，史称朱古达战争（前111-105年）。
战争一开始，罗马的政治上的腐败和军事上的无能被完全暴露了出来。在罗马，接收了贿赂的元老、执政官、保民官们尽力包庇纵容朱古达的肆意妄为：朱古达通过行贿执政官卢基乌斯·卡尔普尔尼乌斯·贝斯蒂亚，曾一度与罗马达成条件非常优厚的投降协议。此举引发了一场调查。在确保人身安全的前提下，朱古达被招至罗马接受调查，他却行贿保民官，躲过了调查。不仅如此，在滞留罗马期间，他还派人暗杀了正躲在罗马的另一名努米底亚王位可能的继承人——他的堂兄。因此，朱古达被驱逐，战端再起。在前线，指挥官们屡次接受朱古达的贿赂也有意不尽力作战，因而屡次失败。
这种情况激怒了平民和骑士阶层。在部族会议上，他们一改以往执政官只在少数几个贵族家庭间传来传去的传统，第一次选举一个“新人”，当时在北非的统帅昆圖斯·凱基利烏斯·梅特盧斯·努米底庫斯（“努米底库斯”意为“努米底亚征服者”）的副将盖乌斯·马略为前107年的执政官，并授予其在北非指挥作战的全权，由此拉开了马略改革的序幕。

## 改革内容
马略一就任，就立即着手开始进行军事改革。他一反旧制，对已经不符合当时实际情况的做法进行变更，并把之前第二次布匿战争期间就已经出现的一些临时性的，但却行之有效的应急措施从法律上予以固定。这些措施包括：

### 以募兵制代替征兵制
马略放弃了早就难以为继的财产资格限制，规定凡是自愿且符合条件的罗马公民，包括无财产者都可以应募入伍。这样就解决了困扰罗马多年的因符合服役资格者不足而导致的兵源匮乏问题。

### 延长服役年限，明确军饷报酬
在早期，罗马军队的服役期非常短，有时只有数月甚至数日。随着战争规模的升级以及罗马征服地区的扩大，服役期变得越来越长，但一直没有统一标准。马略规定，士兵一旦入伍，必须服役满16年。这实际上就是将罗马军队明确为一支全部由职业军人组成的部队。服役期间，由国家统一供养，并按照等级发给薪酬。士兵退伍后，还能在被征服地区分得属于自己的土地。这样做，使得士兵们在服役期间和退役后的衣食都有了着落，确保了士兵们的忠诚，也同时将之前悬而未决的平民争取土地的斗争和服兵役结合在了一起。

### 改革军团组成，统一武器装备
之前的军团步兵被按照年龄和作战经验分成三个级别：青年兵、壮年兵和后备兵。这三个兵种装备略有区别，被排成前后三排，军团的战术也基本上是围绕着这三线完成的。
马略去除了这一兵种分工，将所有的重装步兵统一为军团士兵，统一装备以投枪、短剑和拉丁长盾。同时他调整了军团的编组形式：每个罗马军团由10个大队组成。除第一大队由10个百人队组成外，其余大队由6个必要的连续性等级的百人队组成，每个百人队80人，由一名百夫长领导。同时，每两个百人队又被称为一个小队，由两个百人队中等级较高的那名百夫长统领。各个等级的部队都按照训练程度和作战经验的多寡编成，编号越小的单位作战能力越强，作战位置越靠前。此外，每个战斗单位都有自己的军旗和标志，每个军团都拥有自己的鹰徽——罗马的象征。此举无疑增强了每个单位的集体精神和荣誉感，丢失军旗或鹰徽甚至可能被处以十一抽杀律。
新的军团由原先的4500人增至6000人，战斗队则形变得更加多样，作战的灵活性和指挥效能得到加强，同时，还增加工兵和机械装备。而其他辅助角色，例如弓箭手、抛石手、骑兵等，都由的罗马在各地的，不具有罗马公民权的同盟者提供，称为辅助部队。
实行募兵制后，由于武器装备由国家统一配给，规格、样式统一，因而便于军队补给。再加上服役时间的延长，军队能够进行长期的正规训练，十分有利于战斗力的提高。这支经过马略严格训练和改造的军队帮助马略在战场上连连获胜。前105年，朱古达被马略的副将苏拉活捉，朱古达战争以罗马的胜利告终。之后，马略又转战高卢，痛击两股日耳曼力量：辛布里人和条顿人。

## 评价和影响
同样是为了解决兵源匮乏的问题，格拉古兄弟主要是通过增加能参军的公民数量（分配土地给无地者及扩大罗马公民权授予范围）来挽救古老的公民兵制度。然而这一古老制度只适用于城邦，却无法适应于当时正在急速扩张的罗马。马略则看到了这一制度的缺陷以及募兵制替代征兵制的必然性的情况下大胆进行改革。
马略的改革主要是军事上的，但是这些措施对罗马历史的发展有着深远影响。改革扩大了兵源，增强了军队战斗力，但同时也使军队性质逐渐发生变化，为日后的军阀出现以及军事独裁的建立奠定了基础。在不到一百年的时间里，权力在统帅们之间辗转，罗马共和国历经了苏拉独裁，前三头同盟，恺撒和庞培的内战，后三头同盟以及屋大维和马克·安东尼的内战。期间，军队完全效忠的是统帅个人而非他们军旗上所写的“元老院与罗马人民”，军队完全成了统帅争夺权力的工具。